# Sourniac
Sourniac é uma comuna francesa na região administrativa de Auvérnia-Ródano-Alpes, no departamento de Cantal. Estende-se por uma área de 11,38 km². Em 2010 a comuna tinha 208 habitantes (densidade: 18,3 hab./km²).